# 大士庵
大士庵，位于山西省临汾市洪洞县县城中部，大槐树镇常青二村，北侧为关帝楼街，洪洞关帝庙旁，南侧小巷通牛站西街洪洞工贸大厦。大士庵供奉观音菩萨，创建于明万历二十九年（1601年）。现存建筑建于清乾隆五年（1740年），是一个四合院，包括北侧的大悲殿、东西配殿、寮房、客堂、斋房等，占地近2亩，信众较多。大士庵已公布为洪洞县文物保护单位。